# فينس ستيفنسون
فينس ستيفنسون (بالإنجليزية: Vince Stevenson)‏ هو لاعب كرة قدم أمريكية أمريكي، ولد في 1 مارس 1884 في ليفينغستون في الولايات المتحدة، وتوفي في 7 أغسطس 1942 في فيلادلفيا في الولايات المتحدة.